# Akari Fujinami
Akari Fujinami (en japonés: 藤波朱理, Fujinami Akari; Yokkaichi, 11 de noviembre de 2003) es una deportista japonesa que compite en lucha libre.
Participó en los Juegos Olímpicos de París 2024, obteniendo una medalla de oro en la categoría de 53 kg. Ganó dos medallas de oro en el Campeonato Mundial de Lucha, en los años 2021 y 2023, ambas en la categoría de 53 kg.

## Palmarés internacional
| Juegos Olímpicos   | Juegos Olímpicos  | Juegos Olímpicos | Juegos Olímpicos |
| Año                | Lugar             | Medalla          | Categoría        |
| ------------------ | ----------------- | ---------------- | ---------------- |
| 2024               | París (Francia)   | Medalla de oro   | 53 kg            |
| Campeonato Mundial |                   |                  |                  |
| Año                | Lugar             | Medalla          | Categoría        |
| 2021               | Oslo (Noruega)    | Medalla de oro   | 53 kg            |
| 2023               | Belgrado (Serbia) | Medalla de oro   | 53 kg            |